# 1001

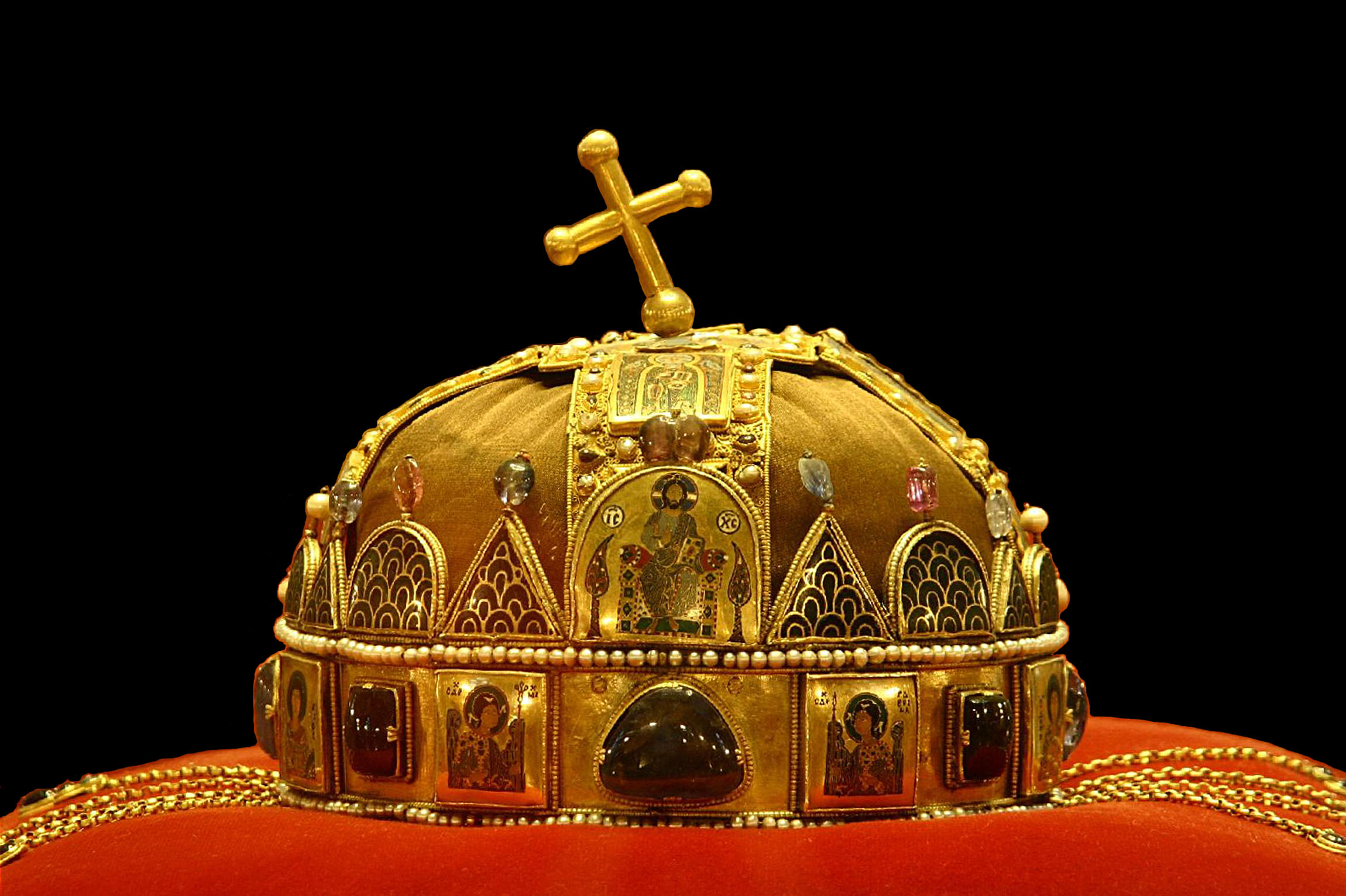
De Heilige Kroon van Hongarije, zou door de paus aan Stefanus van Hongarije zijn gezonden als symbool van zijn koningschap

Het jaar 1001 is het 1e jaar in de 11e eeuw volgens de christelijke jaartelling.

## Gebeurtenissen
- 1 januari - Stefanus wordt door paus Silvester II erkend als eerste koning van Hongarije. (of 25 december 1000)
- Bolesław I van Polen annexeert Slowakije. (of 1000)
- Keizer Basileios II van Byzantium valt Bulgarije binnen.
- Udayadityavarman I volgt Jayavarman V op als koning van het Khmer-rijk.
- Le Cateau-Cambrésis krijgt stadsrechten.
- De abdij van Pannonhalma wordt ingewijd.
- Gerold I volgt zijn vader Albert op als graaf van Genève.
- De grootste kathedraal van Ani wordt voltooid.
- De bevolking van Rome komt in opstand tegen Otto III, die behalve keizer ook Italiaans koning is.

## Geboren
- Duncan I, koning van Schotland (1034-1040) (jaartal bij benadering)
- Richard III, hertog van Normandië (1026-1027) (jaartal bij benadering)

## Overleden
- 13 of 14 november - Gerberga II, abdis van Gandersheim
- Albert (~41), graaf van Genève (974-1001)
- Dinh Toan (~28), keizer van Vietnam (979-981)
- Ziri ibn Atiyya, koning van Fez